# Київ — Солотвино (поїзд)
Нічний швидкий поїзд «Укрзалізниці» № 13/14 сполученням Київ — Солотвино.

## Історія
3 травня 2017 року перше в історії було призначено пасажирський поїзд № 213/214 за маршрутом Київ — Солотвино.
На перший рейс поїзд мав 55 % пасажирів від наявності вільних місць.
Після скасування поїзда № 14/13 сполученням Київ — Ужгород, поїзду № 214/213 змінено нумерацію на № 14/13.
З 1 серпня 2017 року поїзд курсує без заїзду на станцію Чоп, крім того поїзду маршрут руху було скорочено до станції Тячів.
З 9 грудня 2018 року поїзд курсує через станції Дубно та Здолбунів.
З 17 березня по 12 грудня 2020 року поїзд було скасовано через пандемію COVID-19, проте курсував за звичайним графіком, у перші дні по 22 грудня курсував лише до станції Тересва.
З 8 по 27 березня 2021 року через потрапляння Закарпатської області у «червону зону» маршрут руху поїзда скорочено до станції Самбір.
З 19 вересня 2021 року поїзд змінить маршрут через Стрий, Славське, Свалява, Мукачево. Також призначено нічний швидкий поїзд № 114/113 сполученням Київ — Чоп через Самбір, Сянки та Ужгород.
З 21 вересня 2022 року введено поїзд № 124/123 Київ — Ужгород.

## Інформація про курсування
Поїзд курсує цілий рік, щоденно. На маршруті руху зупиняється на 28 проміжних станціях. Станцій зміни напрямку руху — немає
| Розклад руху поїзда (з 13.01.2021) | Розклад руху поїзда (з 13.01.2021) | Розклад руху поїзда (з 13.01.2021) | Розклад руху поїзда (з 13.01.2021) | Розклад руху поїзда (з 13.01.2021) |
| Час прибуття                       | Час відправлення                   | Станція                            | Час прибуття                       | Час відправлення                   |
| ---------------------------------- | ---------------------------------- | ---------------------------------- | ---------------------------------- | ---------------------------------- |
| —                                  | 17:11                              | Київ                               | 10:44                              | —                                  |
| 13:42                              | —                                  | Солотвино                          | —                                  | 15:02                              |

## Склад поїзда
На маршруті руху курсує два склади поїзда формуванням ПКВЧ-1 станції Київ-Пасажирський Південно-Західної залізниці.
Поїзд складається з 10 фірмових пасажирських вагонів різного класу комфортності за повним маршрутом Київ — Солотвино:
- 1 вагон класу Люкс (№ 6);
- 2 плацкартних вагонів (№ 9, 10);
- 7 купейних вагонів (№ 1—5, 7, 8).

Вагон № 7 — штабний. Вагони фірмові, купе та люкс оснащено кондиціонерами, частково — біотуалетами та іншими зручностями.
Схема поїзда може відрізнятися від наведеної в залежності від сезону (зима, літо). Точну схему на конкретну дату можна подивитися в розділі «Оn-line» резервування та придбання квитків» на офіційному вебсайті «Укрзалізниці».
Нумерація вагонів з Києва — із західної сторони вокзалу, від станції Солотвино І — з хвоста поїзда.

## Вагон безпересадкового сполучення
В складі поїзда курсував щоденно один РІЦ-вагон сполученням Київ — Кошиці. Розчеплення/об'єднання з поїздом здійснювалося на станції Чоп, там де відбувається зміна візків поїздів у напрямку Європи, з/на 1435/1520 мм.
З 1 вересня 2018 року курсував лише 1 вагон № 25, раніше курсували 2 вагони (№ 25, 26).
З 9 грудня 2018 року вагон курсує з поїздами № 81/82 «Десна» та № 29/30 «Нічний експрес» сполученням Київ — Ужгород.

## Цікаві факти
- Номер поїзда у непарному напрямку складається з двох послідовних непарних цифр (1, 3), а тому легко запам'ятовується.
- На новорічні свята на цей поїзд квитків може не бути за місяць, на п'ятницю з Києва та неділю на Київ — за тиждень.
- З вікна поїзда є можливість побачити річку Тиса.

## Події
27 січня 2020 року на перегоні Буштина — Тячів трапилося ДТП, в якому брали участь тепловоз М62 № 1391 та ЗІЛ-130. Поїзд того дня курсував лише до станції Буштина. Пасажирам, ті що мали їхати цим поїздом було надано автобуси до Буштини без додаткової оплати.
23 липня 2021 року на перегоні Королево — Рокосів трапилося ДТП, в якому брали участь тепловоз М62 № 1391 та вантажівка. Поїзд того дня курсував лише до станції Королево. Пасажирам, ті що мали їхати цим поїздом було надано автобуси до Королево без додаткової оплати.